# Atletismo nos Jogos Pan-Americanos de 1999 - Salto em distância masculino
A prova do salto em distância masculino nos Jogos Pan-Americanos de 1999 foi realizada em 25 de julho de 1999.

## Medalhistas
| Ouro                  | Prata                                    | Bronze                     |
| Iván Pedroso CUB Cuba | Kareem Streete-Thompson CAY Ilhas Cayman | Luis Felipe Méliz CUB Cuba |

### Final
| Posição           | Nome                    | Nacionalidade      | Marca | Notas |
| ----------------- | ----------------------- | ------------------ | ----- | ----- |
| Medalha de ouro   | Iván Pedroso            | CUB Cuba           | 8.52  |       |
| Medalha de prata  | Kareem Streete-Thompson | CAY Ilhas Cayman   | 8.12  |       |
| Medalha de bronze | Luis Felipe Méliz       | CUB Cuba           | 8.06  |       |
| 4                 | Richard Duncan          | CAN Canadá         | 8.01  |       |
| 5                 | Nélson Carlos Ferreira  | BRA Brasil         | 7.77  |       |
| 6                 | Maurice Wignall         | JAM Jamaica        | 7.73  |       |
| 7                 | Dwight Phillips         | USA Estados Unidos | 7.68  |       |
| 8                 | Savanté Stringfellow    | USA Estados Unidos | 7.67  |       |
| 9                 | Lewis Asprilla          | COL Colômbia       | 7.35  |       |
| 10                | Devon Bean              | BER Bermudas       | 7.27  |       |
| 11                | Michael McKoy           | BLZ Belize         | 6.86  |       |